# Tiên kiếm kỳ hiệp 3
Tiên kiếm kỳ hiệp 3 (giản thể: 仙剑奇侠传三; phồn thể: 仙劍奇俠傳三; bính âm: Xiān Jiàn Qí Xiá Zhuàn Sān) là một bộ phim Trung Quốc được hãng phim truyền hình Thượng Hải Đường Nhân sản xuất năm 2009. Bộ phim được chuyển thể từ trò chơi cùng tên và là phần tiếp theo của Tiên kiếm kỳ hiệp. Bộ phim được trình chiếu lần đầu tiên ở Đài Loan, Trung Quốc, Malaysia và Singapore vào năm 2009. Tiên kiếm kỳ hiệp 2 không được chuyển thể thành phim.

## Nội dung
Câu chuyện bắt đầu vào 50 năm trước của Tiên kiếm kỳ hiệp 1. Lúc đó, Thanh Nhi (Vu Hậu) còn là một em bé sơ sinh, Kiếm Thánh cũng chưa gia nhập Thục Sơn.
2000 năm trước, Thần Tướng Trấn Yêu bảo vệ Nam Thiên Môn là Phi Bồng trên Thần giới với sức mạnh vô địch không có đối thủ nên rất buồn chán. Kẻ đứng đầu ở Ma giới là Ma Tôn Trùng Lâu cũng vô cùng tức giận vì không tìm được đối thủ xứng tầm. Để thỏa mãn tâm nguyện bấy lâu, Ma Tôn đến Thần giới khiêu chiến, và Phi Bồng đã rời khỏi Nam Thiên Môn để cùng Ma Tôn Trùng Lâu đánh một trận phân cao thấp. Thừa cơ hội đó, Yêu giới và Ma giới kết hợp đánh vào Nam Thiên Môn, rồi xông vào Thần giới "như đi vào chỗ không người". Thiên Đế nổi giận phái binh đi bắt Phi Bồng rồi đầy xuống trần làm người phàm, phải trải qua nhiều kiếp luân hồi với sinh - lão - bệnh - tử.
1000 năm trước, Phi Bồng đầu thai thành Thái Tử Khương Quốc Long Dương. Khương quốc và Dương Quốc chiến tranh, Khương quốc bại trận, Long Dương cố gắng chế tạo Ma Kiếm với sức mạnh vô song nhằm xoay chuyển tình thế. Khi kiếm sắp luyện xong, Long Dương phát hiện ra thành phần cuối cùng để luyện kiếm là máu của hoàng tộc, cũng có nghĩa là phải hi sinh em gái ruột Long Quỳ. Long Dương không đồng ý cho em gái hi sinh tế kiếm và lao ra ngoài thành đánh giặc rồi chết trong loạn quân. Sau khi Long Dương hi sinh, công chúa Long Quỳ nhảy vào lò luyện kiếm tự sát, khiến Ma Kiếm được luyện thành và lưu truyền trong nhân gian.
18 năm trước, người trông coi Thần Thụ (cây thần) là tiên nữ Tịch Dao dịu dàng, nhu mì, vốn là tri kỷ của Phi Bồng, vì muốn tiếp tục chăm sóc Phi Bồng ở trần thế nên đã gửi gắm ước nguyện vào Thánh Quả (quả của Thần Thụ), tạo thành một nữ tử sơ sinh đầu nhập nhân gian. Nữ tử này được đường chủ của Đường Môn nhận làm cháu gái và đặt tên là Tuyết Kiến, trở thành Đường gia đại tiểu thư nghịch ngợm, nhí nhảnh. Phi Bồng sau nhiều kiếp luân hồi đã đầu thai thành con của ông chủ tiệm đồ của Vĩnh An Đường, lúc này vừa được 1 tuổi, tên là Cảnh Thiên.
Phim bắt đầu khi Cảnh Thiên đã trở thành một chàng trai 19 tuổi làm thuê ở cửa hiệu đồ cổ Vĩnh An, thành Dương Châu. Anh có tài nhận biết đồ cổ, rất mê tiền, mục tiêu trở thành ông chủ của Vĩnh An Đường và mong muốn trở thành người giàu có nhất thành Dương Châu.
Cảnh Thiên quen biết Tuyết Kiến, là thiên kim tiểu thư nhà họ Đường. Do được nuông chiều từ bé nên Tuyết Kiến khá bướng bỉnh, ngang tàng và đanh đá. Thế nhưng thực chất, cô rất ấm áp, tốt bụng và dễ thương, tính cách hoạt bát, đáng yêu. Anh bị cuốn vào cuộc tranh chấp trong nội bộ Đường gia, rồi cuộc chiến giữa Đường Môn với Tích Lịch Đường. Với sự giúp đỡ của đại đệ tử phái Thục Sơn là Từ Trường Khanh, Cảnh Thiên phá được âm mưu của Tích Lịch Đường chủ La Như Liệt và vạch mặt được những kẻ phản bội của Đường Gia. Sau đó, anh gặp lại Ma Tôn Trùng Lâu và tìm lại được Ma Kiếm cũng như người em gái Long Quỳ bị phong ấn trong Ma Kiếm suốt 1000 năm.
Vì là chuyển thế của thần tướng Phi Bồng, anh được năm vị trưởng lão phái Thục Sơn giao cho một nhiệm vụ mang chiếc hộp chứa kết tinh Tà Niệm của năm người lên Thần Giới, bỏ vào Thiên Trì để gột sạch tội lỗi (tức là thiêu hủy chiếc hộp), nếu không nó sẽ hấp thụ các tà niệm của chúng sinh trong thiên hạ mà mạnh dần lên, tới ngày nó thành hình thì sức mạnh sẽ vượt qua Lục Giới và khiến thiên hạ diệt vong. Trên đường làm nhiệm vụ, anh được sự giúp đỡ của Hậu Nhân Nữ Oa Tử Huyên, vốn có một mối tình truyền kiếp với Từ Trường Khanh. Tất cả cùng trải qua nhiều cuộc phiêu lưu: tìm kiếm Ngũ Linh Châu, đối phó với Tà Kiếm Tiên...

## Các diễn viên chính
| Diễn viên       | Nhân vật                                        | Lồng Tiếng     |
| --------------- | ----------------------------------------------- | -------------- |
| Hồ Ca           | Cảnh Thiên, Phi Bồng, Long Dương, Lý Tiêu Dao   | Hồ Ca          |
| Dương Mịch      | Đường Tuyết Kiến, Tịch Dao                      | Hoàng Di Tinh  |
| Lưu Thi Thi     | Long Quỳ                                        | Dương Mộng Lộ  |
| Hoắc Kiến Hoa   | Từ Trường Khanh, Cố Lưu Phương, Lâm Nghiệp Bình | Thẩm Lỗi       |
| Đường Yên       | Tử Huyên                                        | Phùng Tuấn Hoa |
| Huỳnh Chí Vỹ    | Trùng Lâu (Trọng Lâu)                           | Hải Phàm       |
| Lâm Tử Thông    | Hứa Mậu Sơn                                     | Hạ Lỗi         |
| Viên Hoằng      | Vân Đình                                        | Viên Hoằng     |
| Quách Hiểu Đình | Hoa Doanh                                       |                |
| Lưu Gia Huy     | Tà Kiếm Tiên                                    |                |
| Lưu Duệ         | Hà Tất Bình                                     | Tạ Thiêm Thiên |
| Hàn Hiểu        | Hỏa Quỷ Vương                                   | Phạm Sở Nhung  |
| Hàn Chấn Hoa    | Thanh Vi                                        |                |
| Nhạc Diệu Lợi   | Đường Khôn                                      |                |
| Phạm Minh       | Thiên đế                                        |                |
| Hà Diễm         | Thánh cô                                        |                |
| Lưu Hiểu Khiết  | Vạn Ngọc Chi                                    |                |
| Tống Dương      | Khê Phong                                       |                |
| Đặng Lập Dân    | Đường Thái                                      |                |
| Trương Lôi      | Đường Ích                                       |                |
| Tôn Phong Nham  | Quốc vương Khương Quốc                          |                |
| Diêm Hồng Vũ    | Thường Dận                                      |                |
| Quá Tề Minh     | Triệu Văn Xương                                 |                |
| Hàn Chí         | La Như Liệt                                     |                |
| Tiêu Binh       | Triệu Vô Diên                                   |                |
| Triệu Trác Na   | Thủy Bích                                       |                |

## Giới thiệu nhân vật
| Nhân vật         | Tinh  | Thần | Võ (khí) | Chủng tộc | Tập xuất hiện | Giới thiệu trong phim |
| ---------------- | ----- | ---- | -------- | --------- | ------------- | --- |
| Cảnh Thiên       | 1000  | 120  | 190      | Người     | 1             | Trời cao đất rộng, vui vẻ là lớn nhất. Giúp việc tại Vĩnh An Đường, thích nhất là đồ cổ, ước mơ trở thành người giàu nhất Dương Châu.                                                   |
| Hứa Mậu Sơn      | 1500  | 200  | 250      | Người     | 1             | Chỉ được vui là thỏa mãn. Chân tay vụng về, là huynh đệ tốt của Cảnh Thiên, đơn thuần lương thiện. Rất trọng nghĩa khí. Suốt đời chỉ nghe theo một mình lão đại Cảnh Thiên.             |
| Hà Tất Bình      | 1000  | 200  | (150)    | Người     | 1             | Nôn nóng kinh doanh, có tài vô mệnh, trợ thủ của Cảnh Thiên, tính tình thẳng thắng, tính toán chi li, đối với tính toán thì rất giỏi.                                                   |
| Đinh Thì Ngạn    | 1000  | 170  | (180)    | Người     | 1             | Học sâu biết rộng, một người ba phải. Là người lớn tuổi nhất Vĩnh An, là thầy của Cảnh Thiên về phương diện đồ cổ.                                                                      |
| Đường Tuyết Kiến | 1200  | 200  | 190      | Người     | 1             | Là quả của Thần Thụ, hóa thân của sự tưởng nhớ. Thiên kim của Đường gia, tính tình kiêu căng gấp bội khi được nuông chiều, có lý lịch bí ẩn không ai biết.                              |
| Đường Khôn       | 6000  | 560  | (550)    | Người     | 1             | Anh hùng nhục chí, huý tình cốt nhục, là chưởng môn của Đường gia, thưởng phạt phân minh, cũng là vị Gia Gia cưng chiều Đường Tuyết Kiến nhất.                                          |
| Đường Thái       | 4000  | 300  | (450)    | Người     | 1             | Tam thúc công của Tuyết Kiến, cũng là trợ thủ của Đường Khôn, âm mưu vạch trần thân thế của Đường Tuyết Kiến.                                                                           |
| Đường Ích        | 3400  | 430  | 700      | Người     | 1             | Dốc sức tính toán, mọi sự như không. Con trai thứ của Đường gia, tinh thông độc thuật và ám khí, ham muốn vị trí chưởng môn.                                                            |
| Triệu Văn Xương  | 700   | 210  | 200      | Người     | 1             | Vàng bạc châu báu, vẫn luôn chê ít. Quản lý của Vĩnh An Đường, tính tình cay nghiệt, lừa gạt kẻ hiền, sợ kẻ ác, hay đánh mắng Cảnh Thiên                                                |
| Từ Trường Khanh  | 3000  | 240  | 410      | Người     | 2             | Xuất thân giang hồ, tấm lòng hiệp nghĩa. Đại đệ tử phái Thục Sơn, đẹp trai tuấn tú, thân thủ bất phàm, coi việc gian khổ của thiên hạ chúng sanh là việc của bản thân                   |
| La Như Liệt      | 15000 | 250  | 540      | Người     | 2             | Tên cướp đầy tham vọng, tay dấy máu giang hồ, xích mích Đường đường chủ, đã cấu kết với Đường Ích một lòng tước đoạt Đường Môn, xưng bá giang hồ.                                       |
| Hoa Doanh        | 10000 | 500  | 360      | Tiên      | 4             | Tiên thú quý hiếm: Ngũ Độc Thú - trăm năm hiếm thấy. Tâm địa lương thiện, sở trường giải độc, yêu quý chủ nhân Tuyết Kiến nhất.                                                         |
| Ma Tôn Trùng Lâu | 19000 | 580  | 900      | Ma        | 6             | Độc tôn Lục Giới, cầu tìm trận thua. Ma Tôn kiêu ngạo, tự đại. Vì tìm kiếm đối thủ duy nhất là Phi Bồng nên phải đến trần gian.                                                         |
| Thanh Vi         | 17000 | 700  | (670)    | Người     | 6             | Không con nối dõi, không cậy nhờ ai. Chưởng môn phái Thục Sơn, tính cánh trầm ổn, tu vi cực cao, chưởng quản bí mật quan trọng của Thục Sơn.                                            |
| Phi Bồng         | 19500 | 750  | 890      | Thần      | 6             | Đại tướng quân đệ nhất Thần giới, trấn thủ Nam Thiên môn, tiếc nuối lớn nhất là "vô địch".                                                                                              |
| Long Quỳ         | 2050  | 230  | 210      | Quỷ       | 9             | Ngàn năm bất diệt. Công chúa của Khương Quốc, bị phong ấn 1000 năm trong Ma Kiếm. Nội tâm chứa chất đầy ký ức về tuổi thơ về Long Dương.                                                |
| Tử Huyên         | 1500  | 230  | (210)    | Thần      | 9             | Tình yêu nối liền ba kiếp không bao giờ từ bỏ. Hậu nhân của Đại Địa Chi Mẫu Nữ Oa. Nhung nhớ, lưu luyến mãi mối duyên tình với Trường Khanh.                                            |
| Thánh cô         | 3600  | 470  | 310      | Thần      | 9             | Dẫn dắt cho Thần tộc, có tấm lòng từ bi bắc ái. Tiên tri thần bí, phù trợ các đời Hậu Nhân của Nữ Oa, một lòng giúp cho Tử Huyên vượt qua ải tình.                                      |
| Vạn Ngọc Chi     | 2800  | 240  | 150      | Yêu       | 10            | Đa tình xinh đẹp, u mê không tỉnh ngộ. Là con hồ ly hóa thân thành thiếu phụ xinh đẹp, vì muốn cứu người yêu, một lòng muốn đoạt Thổ Linh Châu.                                         |
| Tinh Tinh        | 3000  | 240  | 240      | Yêu       | 13            | Phi long tham vân, trộm đồ như không. Là linh thú do tam thục hiệp đạo Lý Hàn Không nuôi dưỡng, tu luyện thành yêu, cực thích ăn trộm và trêu đùa người khác                            |
| Lão nhân gốc cây | 99999 | 250  | (650)    | Tiên      | 13            | Là tiên nhân từ gốc cây hãn kiến tu luyện thành, pháp lực cao thâm, có thuật đọc tâm.                                                                                                   |
| Hỏa Quỷ Vương    | 16780 | 500  | 630      | Quỷ       | 14            | Bề ngoài diễm lệ, tâm địa độc ác. Kẻ thống trị thế giới cực lạc, nhờ vào Hỏa Linh Châu duy trì vẻ đẹp ngàn năm của mình                                                                 |
| Khê Phong        | 13000 | 350  | 650      | Ma        | 14            | Trăm năm cô độc, nhất niệm thành ma. Sứ giả của Ma Tôn Trùng Lâu, dưới vẻ ngoài lạnh lùng anh tuấn lại ẩn chứa một vết thương tình không cho ai biết.                                   |
| Triệu Vô Diên    | 700   | 210  | 230      | Người     | 15            | Không phải người, không phải quỷ, gạt người dối quỷ. Người phàm làm thuê ở thế giới cực lạc. Gian trá, tham lam, háo sắc, nhát gan, thèm muốn Tuyết Kiến.                               |
| Ma Thẩm          | 2000  | 200  | (150)    | Người     | 15            | Vào cửa là khách, người quỷ không hỏi. Chủ nhà trọ ở Phong Đô, tướng mạo xấu xí, vết rỗ đầy mặt, có một lai lịch không ai biết.                                                         |
| Vân Đình         | 10000 | 440  | 520      | Người     | 20            | Có thể tùy ý phóng ra sét. Con trai duy nhất của Thái thú Lôi Châu. Tướng mạo bất phàm, trong người có Lôi Linh Châu, vì vậy có lôi lực rất mạnh.                                       |
| Thiên đế         | 15000 | 900  | 700      | Thần      | 25            | Người đứng đầu các thần, vua của lục giới. Là người thống lĩnh Thiên Giới, quyền lực tối cao, nhưng cũng có rất nhiều phiền muộn.                                                       |
| Tịch Dao         | 1500  | 500  | 250      | Thần      | 25            | Gần nhau trong gang tấc mà biển trời cách mặt, không mất đi, không quên lãng. Là nữ thần nuôi dưỡng Thần Thụ, tri kỉ duy nhất của Phi Bồng trên thiên giới, là người tạo ra Tuyết Kiến. |
| Thiên yêu hoàng  | 8000  | 300  | (495)    | Yêu       | 31            | Vua của các loài yêu, bị nhốt trong Tỏa yêu tháp 300 năm, có oán hận sâu nặng với con người.                                                                                            |
| Thủy Bích        | 10000 | 400  | (450)    | Thần      | 32            | Tạo nên mối tình Thần - Ma sống chết có nhau. Là nữ thần quản lý mọi sông biển trong thiên hạ, bị tiếng hát hay của Khê Phong thu hút mà đến trần gian.                                 |
| Tà Kiếm Tiên     | 20000 | 350  | 700      | Tà        | 27,33         | Hủy thiên diệt địa, sát thần tận thế. Là sinh vật nằm ngoài Lục giới, hấp tụ tà ác làm sức mạnh, pháp lực cao cường, không ai địch lại.                                                 |
| Lý Tiêu Dao      | 18500 | 680  | 700      | Người     | 1,36          | Tiên kiếm kỳ hiệp, bất ngờ tái hiện. Du hiệp thần bí, đến đi không tung tích, giúp đỡ Cảnh Thiên hoàn thành nhiệm vụ tiêu diệt Tà Kiếm Tiên.                                            |

## Điểm khác với game
| Tình tiết                                          | Game | Phim |
| -------------------------------------------------- | --- | --- |
| Mở màn                                             | Trận quyết đấu của Phi Bồng và Trùng Lâu 1000 năm trước | Cuộc trò chuyện trong mộng của Cảnh Thiên với Thanh Vi |
| Hứa Mậu Sơn, Hà Tất Bình                           | Xuất hiện thoáng qua tại Vĩnh An Đường [Trong game, Hà Tất Bình là chân chạy việc ở Vĩnh An Đường] | Đất diễn nhiều hơn |
| Cảnh Thiên và Tuyết Kiến gặp nhau                  | Tuyết Kiến đang tìm nắp ấm trà trong phòng Cảnh Thiên, bị Cảnh Thiên bắt gặp. Xảy ra động đất, Cảnh Thiên bị củ ấu độc của Tuyết Kiến làm bị thương                                                                                   | Đi trên đường bị hai miếng ngọc bội âm dương hút dính vào với nhau. Không có chi tiết củ ấu độc. |
| Cảnh Thiên tự giới thiệu                           | "Cảnh trong phong cảnh, Thiên trong thiên không" (thiên không = không trung) | "Cảnh trong Cảnh Thiên, Thiên trong Cảnh Thiên" |
| Chi tiết độc nhân                                  | Yêu nhân của Tịch Lịch Đường. (Trong game, đệ tử của Tịch Lịch Đường có thể biến thân thành yêu quái và có ý thức) | Giống nguyên tác. (Trong phim, Tịch Lịch Đường ra ngoài bắt người về tạo độc nhân, không có ý thức) |
| Cảnh Thiên và Tuyết Kiến gặp gỡ Trường Khanh       | Hai người chạy khỏi Tịch Lịch Đường, gặp Trường Khanh và Tử Huyên ở bến đò. Bởi vì mối quan hệ với Tử Huyên, thân phận của Trường Khanh là "đệ tử bị trục xuất của Thục Sơn"                                                          | Hai người bị độc nhân tấn công, Trường Khanh cứu giúp. Tử Huyên chưa xuất hiện, thân phận của Trường Khanh là "thám tử của Thục Sơn" |
| Tuyết Kiến gặp Hoa Doanh lần đầu tiên              | Trốn Đường Ích, vô tình đi vào một mật đạo. Cảnh Thiên không ở bên cạnh Tuyết Kiến. | Trốn độc nhân, trong lúc vô tình cùng với Cảnh Thiên tìm được mật đạo. |
| Hình dáng của Hoa Doanh                            | Thỉnh thoảng hóa thành người. Tuyết Kiến không chờ được lúc cô hóa thành người. Dùng ngũ độc linh châu giải độc cứu người. | Ba hình dáng khác nhau: Khoai tây (dưỡng sức), hình thú và hình người. Sử dụng linh lực của bản thân để giải độc cứu người. |
| Tổng đàn của Tịch Lịch Đường                       | Ở Đức Dương, có một phân đàn khác ở phường cờ bạc Tân Hóa | Ở Du Châu, trong phường cờ bạc "Đại Tam Nguyên" |
| Cảnh Thiên gặp gỡ Trùng Lâu                        | Trùng Lâu đến Vĩnh An Đương đổi ma kiếm với một quan tiền | Trùng Lâu tìm Phi Bồng (Cảnh Thiên) quyết đấu, bị Cảnh Thiên lừa đuổi đi, dùng một quan tiền làm tín vật |
| Tà Kiếm Tiên xuất hiện                             | Đồ sát phái bồng lai, gặp được Cảnh Thiên và Tử Huyên. Bị Trùng Lâu gọi là "cặn bã", không đánh được Trùng Lâu nên bỏ chạy. Giả làm Thanh Vi, cùng Trường Khanh lên Thục Sơn. Tà Kiếm Tiên tự đánh vỡ phong ấn Tỏa yêu tháp thoát ra. | Không có tình tiết phái bồng lai. Sau khi thành hình thì mạnh hơn Trùng Lâu. Không có tình tiết giả trang thành Thanh Vi cùng Trường Khanh lên Thục Sơn. Tà Kiếm Tiên bị Cảnh Thiên gọi xuống từ Tỏa yêu tháp, nhốt vào trong hộp.           |
| Tuyết Kiến tiếp nhận chức vụ chưởng môn Đường môn  | Sau khi Đường Khôn qua đời, đánh bại đệ tử Đường Thái đoạt được. | Đường Khôn trực tiếp di mệnh truyền chức cho Tuyết Kiến. |
| Người vạch trần thân thế của Tuyết Kiến            | Đường Chỉ Vân | Đường Thái |
| Thánh cô                                           | Xuất hiện tại miếu Nữ Oa ở phương Nam | Xuất hiện ở miếu Nữ Oa |
| Trường Khanh gặp gỡ Tử Huyên                       | Trường Khanh bị yêu quái thoát khỏi Tỏa yêu tháp đả thương, Tử Huyên cứu giúp (mở đầu ngoại truyện). Chưởng môn Thục Sơn Thanh Vi lầm tưởng Tử Huyên là yêu nữ. Tử Huyên chưa từng vì yêu mà trở nên phóng túng.                      | Trường Khanh bị Trùng Lâu đả thương, Tử Huyên cứu giúp, nhưng Trường Khanh không biết. Ngũ lão Thục Sơn đã biết trước thân phận của Tử Huyên. Lần đầu Trường Khanh "gặp lại" Tử Huyên, Tử Huyên đang ca hát uống rượu với rất nhiều đàn ông. |
| Thời gian Cảnh Thiên gặp được Long Quỳ             | Sau khi Cảnh Thiên rời khỏi Vĩnh An Đương. Trước khi lên Thục Sơn. Thân thế của Tuyết Kiến chưa bị Đường Chỉ Vân vạch trần. | Trước khi Cảnh Thiên rời khỏi Vĩnh An Đương. Sau khi Cảnh Thiên lên Thục Sơn. Thân thế của Tuyết Kiến đã bị Đường Thái vạch trần. |
| Thời điểm Cảnh Thiên biết về Hồng Quỳ              | Sau khi Long Quỳ xuất hiện không lâu. | Sau khi tới thôn An Ninh. Cũng đồng thời biết mình là vương tử Khương Quốc. |
| Nguyên nhân tìm ngũ linh châu                      | Phong ấn lại Tỏa yêu tháp. | Giống nguyên tác. |
| Thời điểm tới thôn An Ninh                         | Trước khi Cảnh Thiên lên Thục Sơn. | Sau khi Cảnh Thiên lên Thục Sơn. |
| Chỗ dừng chân của Cảnh Thiên ở thôn An Ninh        | Vạn gia | Nhà nghỉ |
| Vạn Ngọc Chi cứu chồng                             | Vạn Ngọc Chi vốn là tiên. Cứu phu quân bị Cảnh Thiên và Tử Huyên bắt gặp. Cao Vịnh phu quân của Vạn Ngọc Chi hóa thành đất. Vạn Ngọc Chi sớm đã lấy được Thổ linh châu nhưng bị Tinh Tinh trộm mất.                                   | Vạn Ngọc Chi là hồ yêu biến thành. Cứu phu quân thì bị Cảnh Thiên và Trường Khanh bắt gặp. Cao Vịnh hôn mê bất tỉnh. Trước khi được Thánh cô chỉ điểm, Vạn Ngọc Chi không biết đến sự tồn tại của Thổ linh châu.                             |
| Lấy được Thổ linh châu                             | Lần đầu tiên La Như Liệt xuất hiện. | La Như Liệt đã xuất hiện trước đó. |
| Nguyên nhân đến quỷ giới                           | Tìm lại hồn phách cho Tuyết Kiến | Tìm Hỏa linh châu |
| Thời gian đến quỷ giới                             | Sau khi lấy được Lôi linh châu | Trước khi lấy được Lôi linh châu |
| Tên gọi quỷ giới                                   | Địa ngục dung nham, quỷ giới, cũng chỉ rõ đây là nơi ngũ giới chuyển thế luân hồi. | Thế giới cực lạc, tà linh giới. |
| Thân phận của Khê Phong                            | Từng là thủ hạ của Trùng Lâu, bỏ trốn cùng Thủy Bích. Là trợ thủ đắc lực của Trùng Lâu khi quyết đấu với Phi Bồng. | Vốn là con người, vì Thủy Bích mà đổi giọng nói của mình và 100 năm cho Trùng Lâu. Làm nô lệ cho Trùng Lâu, đổi lấy dung mạo anh tuấn. |
| Phương pháp vượt qua địa ngục dung nham            | Tử Huyên sử dụng Thủy linh châu | Dùng nước mắt chân tình dập lửa (lần đầu tiên) Trường Khanh dùng thuật dập lửa (lần thứ hai) |
| Giới tính của Hỏa quỷ vương                        | Nam | Nữ |
| Quyết đấu với Trùng Lâu ở quỷ giới                 | Không có chi tiết này | Chi tiết mới |
| Lấy được Hỏa linh châu                             | Đánh bại Hỏa quỷ vương | Cảnh Thiên dùng mỹ nam kế lừa cưới lấy được. |
| Lấy được Lôi linh châu                             | Tuyết Kiến trả ơn Vân Đình giúp cô trả thù nên gả cho Vân Đình, nhưng cuối cùng cũng không thành thân. Trường Khanh hút Lôi linh châu ra khỏi người Vân Đình.                                                                         | Tuyết Kiến lừa cưới Vân Đình, hút Lôi linh châu ra khỏi người Vân Đình. |
| Tuyết Kiến bị Tà Kiếm TIên...                      | Sát hại. Nhóm Cảnh Thiên đến Phong Đô tiến vào quỷ giới tìm lại hồn phách của Tuyết Kiến. Tà Kiếm Tiên đã thành hình. | Đưa đến vùng đất U huyền, biến thành cây. Nhóm Cảnh Thiên đến U huyền tìm được Tuyết Kiến. Tà Kiếm Tiên chưa thành hình. |
| Nguyên nhân đến Thần giới                          | Tìm Phong linh châu | Tìm cách cứu Tuyết Kiến, tịnh hóa Tà Kiếm Tiên |
| Thiên đế ban quả Thần thụ cho Tuyết Kiến           | Không có chi tiết này | Chi tiết mới. |
| Tịnh hóa Tà Kiếm Tiên trên thiên đình              | Không có chi tiết này | Chi tiết mới |
| Cảnh Thiên đến Thần giới                           | Bị thiên binh ngăn cản, gần như không ai nhận ra Cảnh Thiên (trừ Tịch Dao và một thiên binh nhận ra Cảnh Thiên - Phi Bồng, muốn anh đi tìm Tịch Dao) Tịch Dao đưa nhóm người Cảnh Thiên rời đi để tránh bị truy bắt.                  | Tất cả mọi người hành lễ với Cảnh Thiên, gọi anh là "Tướng quân Phi Bồng", Thiên đế cũng ra gặp. Thiên đế đồng ý ban thưởng, để cho anh và Trùng Lâu giao chiến.                                                                             |
| Kiếm của Phi Bồng                                  | Vốn không có tên, được phái Thục Sơn gọi là "Trấn ma kiếm" | Nổi danh là "Trấn ma kiếm" ngay ở trên Thiên giới. |
| Phi Bồng gặp gỡ Trùng Lâu                          | Thần - Ma giao chiến, Phi Bồng và Trùng Lâu là kỳ phùng địch thủ, cùng giao hẹn quyết đấu ở tiên giới | Khê Phong đề xuất Trùng Lâu đi tìm Phi Bồng để quyết đấu |
| Nguyên nhân mất Trấn ma kiếm                       | Phi Bồng cảm thấy truy binh trên Thần giới sắp đến, phân tâm bị Trùng Lâu đánh xuống trần gian. | Khi truy binh đến, Trấn yêu kiếm cắm trên người Trùng Lâu, Trùng Lâu rút ra thì rơi xuống trần gian. |
| Lấy được Phong linh châu                           | Do Trùng Lâu báo. Tịch Dao giao cho Cảnh Thiên. | Không có chi tiết Trùng Lâu báo cho Cảnh Thiên. Tịch Dao đưa Phong linh châu cho Tuyết Kiến, Cảnh Thiên chỉ biết sau khi rời khỏi Thiên giới.                                                                                                |
| Chi tiết về Tịch Dao                               | Chuyên dùng quả của Thần thụ, vướng vào ái tình vị Thiên đế tước lấy hình thể, dùng linh hồn nuôi dưỡng Thần thụ | Chuyên dùng quả của Thần thụ, vì xin tha cho Cảnh Thiên mà sống lại. |
| Cảnh Thiên và Trùng Lâu quyết chiến                | Sau khi đánh bại Tà Kiếm Tiên. Quyết đấu ở tiên giới | Trước khi đánh bại Tà Kiếm Tiên. Quyết đấu trên Thiên giới |
| Trường Khanh thụ hình                              | Không có chi tiết này | Chi tiết mới |
| Thủy linh châu                                     | Tử Huyên nuốt vào trong người (Vì giúp Trường Khanh luyện thành tiên nên Tử Huyên nuốt Thủy linh châu vào người để luyện nội đan) | Tử Huyên dùng để phong ấn Thanh Nhi |
| Tiến vào Tỏa yêu tháp                              | Long Quỳ, Cảnh Thiên, Tuyết Kiến, Tử Huyên cùng vào | Long Quỳ tự mình vào trước Tử Huyên không vào Tỏa yêu tháp |
| TÌnh tiết phụ: Băng Tinh nữ thỉnh cầu              | Đưa hài cốt của đệ tử Thục Sơn về. | Không có |
| Tử Huyên muốn trợ giúp Thiên yêu hoàng             | Thiên yêu hoàng không còn tin tưởng khác loài | Không có chi tiết này |
| Kết cục của Thiên yêu hoàng                        | Bị tiêu diệt, lưu lại hài cốt | Sau khi Cảnh Thiên rời đi, vì Tỏa yêu tháp bị phong ấn nên không thể thoát ra. Cuối cùng đầu quân cho Tà Kiếm Tiên, sau khi Tà Kiếm Tiên bị hủy diệt thì cũng bị hủy diệt.                                                                   |
| Trùng tu Tỏa yêu tháp                              | Tử Huyên hi sinh hoặc Trùng Lâu dùng ma lực phong ấn | Dùng linh lực của ngũ linh châu để phong ấn |
| Thánh linh châu                                    | Thánh cô lấy đi (Tử Huyên, Từ Trường Khanh vì cứu Thanh Nhi mà đi tìm cùng Long Quỳ, Cảnh Thiên và Tuyết Kiến) | Tử Huyên, Trường Khanh cứu Thanh Nhi |
| Khê Phong và Thủy Bích xuất hiện gần An Khê        | Núi lửa dưới đáy biển sắp phun trào, hai người dùng tường thành dưới đáy biển để trấn trụ núi lửa. Lại dùng linh lực bản thân hóa giải hỏa lực của núi lửa                                                                            | Khê Phong vốn là người An Khê, Thủy Bích vì chờ đợi Khê Phong mà hóa thành tượng đá. Tường thành dưới đáy biển cuối cùng bị núi lửa phá hủy.                                                                                                 |
| Thân phận của Thủy Bích                            | Từng là một trong những Thần quan phụng mệnh truy bắt Phi Bồng | Chỉ nhắc tới là nữ thần cai quản sông ngòi trong thiên hạ |
| Hứa Mậu Sơn cắt thịt đổi lấy lương thực            | Không có chi tiết này | Chi tiết mới |
| Lý Tiêu Dao xuất hiện                              | Không có chi tiết này | Chi tiết mới |
| Chi tiết Kiếm trùng                                | Di tích cung Khương Quốc. Tịch Lịch Đường vì giúp Tà Kiếm Tiên mà tạo ra tà kiếm | Không nhắc tới Thanh Vi muốn giúp Cảnh Thiên tạo kiếm mới đối phó Tà Kiếm Tiên |
| Hi sinh Tuyết Kiến/Long Quỳ                        | Vì cứu Cảnh Thiên | Để luyện kiếm, Long Quỳ lần thứ hai hi sinh nhập vào ma kiếm |
| Chi tiết luyện kiếm                                | Tà Kiếm Thiên dùng ma kiếm và trấn ma kiếm luyện thành tà kiếm Ma kiếm và trấn yêu kiếm (đã hủy) hợp lại làm một Lựa chọn hi sinh Tuyết Kiến hoặc Long Quỳ                                                                            | Thanh Vi dung hợp ma kiếm và trấn yêu kiếm Hi sinh Long Quỳ |
| BOSS cuối                                          | Trùng Lâu (HE, kết cục của Tuyết Kiến, kết cục của Long Quỳ) Tà Kiếm Tiên (Kết cục của Tử Huyên, kết cục của Hoa Doanh) | Tà Kiếm Tiên |
| Trường Khanh tiếp nhận chức vụ chưởng môn Thục Sơn | Trước khi Thương cổ lâm chung truyền lại | Ngũ lão Thục Sơn chính thức truyền vị |
| Kết cục của ngũ lão Thục Sơn                       | Thanh Vi bị Tà Kiếm Tiên giết chết. Bốn vị còn lại sau khi Tà Kiếm Tiên bị tiêu diệt thì viên tịch. | Không biết. Nhưng căn cứ vào cuộc trò chuyện sau khi Trường Khanh tiếp nhận chức vụ chưởng môn có hai chữ "Tiên sư", có thể sau khi truyền vị không lâu thì đều viên tịch.                                                                   |
| Thu nhập của Cảnh Thiên ở Du Châu                  | Đinh Thì Ngạn giúp Cảnh Thiên khai trương Tân An Đương | Không có Tân An Đương. "Cổ phiếu" Hà Tất Bình giúp Cảnh Thiên phát ra. |
| Long Quỳ sống lại                                  | Có khả năng (tùy vào kết cục mà người chơi lựa chọn) | Không thể sống lại |
| Kết cục của Cảnh Thiên và Tuyết Kiến               | Sinh một đứa con là "Cảnh tiểu lâu", thu Lý Tam Tư làm đồ đệ | Không biết, nhưng căn cứ vào cuộc trò chuyện với Thiên đế, Cảnh Thiên không thể sống thọ. |
| Kết thúc                                           | HE | Kết cục của Tuyết Kiến + Kết cục của Tử Huyên |

## Chi tiết khác
- Cảnh vật trong game tham khảo cổ đại, cảnh vật chữ viết trong phim đều tham khảo hiện đại.
- Trong game và phim, thời gian, địa điểm các nhân vật chính gặp nhau có điểm bất đồng.
- Tính cách nhân vật trong phim cũng đa dạng hơn.
- Trong game không có tình tiết lừa cưới để lấy Lôi linh châu trong người Vân Đình, trong phim thì có.
- Tiên kiếm kỳ hiệp 3 xảy ra vào 50 năm trước so với Tiên kiếm kỳ hiệp 1 (Cảnh Thiên là sư tổ của Lý Tiêu Dao), nhưng ở tập 36 nhân vật chính của Tiên kiếm 1 là Lý Tiêu Dao lại xuất hiện, mang ý xuyên thời gian, ám chỉ rằng Lý Tiêu Dao về khoảng thời gian trước trợ giúp sư tổ của mình.
- Ngoài ra, nếu phim hoàn toàn bám sát game thì chỉ có khoảng chừng 10-20 cảnh, mỗi cảnh chừng 5-10 phút.
- Trong game, sau khi tiến vào Thiên giới, tình tiết sẽ cho người chơi đưa đẩy, còn ở trong phim thì câu chuyện đều dựa vào lời tự thuật của Thiên đế.

## Những tình tiết mâu thuẫn trước và sau
- Tóc của Tuyết Kiến mùa xuân dài ra, mùa thu rụng bớt. Ngoại trừ lúc lừa cưới Vân Đình có nói tới, về sau cũng không thấy (Bởi vì Tuyết Kiến là quả của Thần Thụ, cho nên tóc (lá cây) dài ra vào mùa xuân, rụng bớt vào mùa thu)
- Trước khi nhóm Cảnh Thiên và Trường Khanh cưỡi kiếm bay đến thôn An Ninh, Tuyết Kiến đã tự mình đi trước. Cảnh Thiên sập tối mới tới nơi, cùng tối đó Tuyết Kiến cũng vừa tới thôn An Ninh.
- Lúc ở Thục Sơn Cảnh Thiên đã biết công dụng của Đá Thông Thiên, nhưng khi tới chốn Thần Ma Trường Khanh lại phải giải thích (mặc dù Cảnh Thiên không hỏi, nhưng tỏ vẻ thắc mắc, Trường Khanh lập tức giải thích)
- Khi Cảnh Thiên gặp Thiên đế, chưa biết tà khí gọi là "Tà Kiếm Tiên" đã nói cho Thiên đế, nhưng sau đó thực sự gặp tà khí xưng "Tà Kiếm Tiên" mới biết tên.
- Trên Thiên giới Tịch Dao giao cho Tuyết Kiến một hạt giống, nói "Sau này việc trị thương cho Phi Bồng đành giao cho ngươi." Nhưng đến cuối cùng Tuyết Kiến đều không trị liệu lần nào cho Cảnh Thiên. (Căn cứ vào lời của Thiên đế, mệnh của Cảnh Thiên không dài, tai nạn khó tránh cần gì phải trị liệu nữa? Vả lại trước đó, rõ ràng Cảnh Thiên bị trọng thương cần phải điều trị, Tuyết Kiến cũng không nghi ngờ)
- Trước khi Hà Tất Bình chết, với người Du Châu Cảnh Thiên chỉ là người không có địa vị gì, kết phim bỗng nhiên nói với Cảnh Thiên: "Ông chủ Cảnh rốt cuộc ngươi đã trở về."
- Trong những thứ Hà Tất Bình để lại cho Cảnh Thiên vì sao lại có cả "Đạo đức kinh" của Từ Trường Khanh đưa cho Cảnh Thiên?
- Khi Trùng Lâu gặp lại Cảnh Thiên có đáp ứng chờ Cảnh Thiên hoàn thành nguyện vọng của bản thân thì sẽ đến cùng Cảnh Thiên so cao thấp. Nhưng mà Trường Khanh không lấy vợ, Mậu Sơn chưa từng thi đậu Trạng nguyên, Trùng Lâu đã đánh rồi.

## Những vấn đề gây tranh luận trong phim
- Trong phim sử dụng một lượng lớn những đồ vật, từ ngữ hiện đại.
- Võ công, pháp lực của Cảnh Thiên trong phim không mạnh dần theo trình tự nhất định, lúc mạnh lúc yếu, để thắng địch đa phần đều có phụ trợ bên ngoài.

## Nhạc nền

### Ca khúc sử dụng trong phim
1. Đời đời kiếp kiếp yêu (生生世世愛) trình bày bởi Ngô Vũ Phi
2. Lãng quên thời gian (忘記時間) trình bày bởi Hồ Ca
3. Kiếp này không đổi (此生不換) trình bày bởi Thanh Điểu Phi Ngư
4. Quang côn (光棍) trình bày bởi Hồ Ca
5. Thiên ái (偏愛) trình bày bởi Trương Vân Kinh
6. Đáp ứng bất ái nệ (答應不愛你) trình bày bởi Trịnh Trung Cơ
7. Ngã tố ngã đích vương (我做我的王) trình bày bởi Huynh Đệ Liên
8. Nệ thị ngã nhất thủ xướng bất hoàn đích ca (你是我一首唱不完的歌)
9. Hàng Ma kiếm (降魔劍)
10. Tuyết Kiến - Tiên phàm chi lữ (雪見 — 仙凡之旅)
11. Du hành khắp thiên hạ (共伴闖天涯)
12. Cảnh Thiên - Hộ giáp (景天 — 護甲)
13. Trường Khanh - Chúng sinh bình đẳng (長卿 — 眾生平等)
14. Long Quỳ - Ngàn năm đợi chờ (龍葵 — 千年等待)